# Gonflement (matériau)
Pour les articles homonymes, voir Gonflement.
Le gonflement, est le nom donné à un processus physique dans lequel une substance (généralement un liquide, mais aussi des gaz ou des vapeurs) pénètre dans un solide et provoque une augmentation de volume de ce dernier. les matériaux typiques qui ont tendance à gonfler sont les polymères, le bois, l'argile crue, la bentonite, le carton ou les matériaux composites à base de fibres naturelles (pâte à papier).
Pour les polymères hydrophiles comme les protéines (comme la gélatine) ou les glucides (comme l'amidon ou les dérivés de cellulose) ou les polyacrylates (superabsorbants), c'est souvent l'eau qui joue le rôle d'agent gonflant. Les molécules d'eau sont liées aux groupes polaires via des liaisons hydrogène, ce qui amène les chaînes polymères à s'éloigner les unes des autres. Le gonflement peut conduire soit à une solution du polymère (comme de la gélatine dans de l'eau tiède), soit, si le polymère est réticulé, à ce qu'on appelle un hydrogel.
Dans le secteur inorganique, par exemple, on connaît le gonflement des Phyllosilicates (argile) par l'eau.
Les polymères hydrophobes, comme le caoutchouc, sont à peine gonflés par l'eau, mais sont davantage gonflés par les solvants organiques et peuvent donc perdre leur résistance. – si les contraintes de traction qui se produisent dépassent la résistance du matériau – jusqu'à ce que la structure soit détruite. Le degré de gonflement est déterminé en mesurant:
- Changement de masse
- Changement de volume
- Changement dimensionnel

Les processus de gonflement sont généralement moins endothermiques qu'exergoniques. Ceci peut être facilement démontré par le gonflement de l'amidon dans l'eau, qui se produit volontairement à température ambiante, mais augmente lorsque la température augmente (apport d'énergie).
Ils sont également réversibles, dans la mesure où l'agent gonflant peut à nouveau s'échapper du solide (par exemple par évaporation).